# Megabostrichus imadatei
Megabostrichus imadatei är en skalbaggsart som beskrevs av Michio Chujo 1964. Megabostrichus imadatei ingår i släktet Megabostrichus och familjen kapuschongbaggar. Inga underarter finns listade i Catalogue of Life.